# Maitreyi Devi
Maitreyi Devi (ur. 1 września 1914, zm. 29 stycznia 1989) – indyjska poetka, pisarka i wykładowca; uczennica i protegowana Rabindranatha Tagore, autorka licznych powieści o podróżach, filozofii i zagadnieniach społecznych oraz prac poświęconych Tagoremu i wydawca tomików jego wierszy. Córka filozofa Surendranatha Dasgupty. W 1930 roku nawiązała bliską relację z Mirceą Eliadem, który uczynił ją główną bohaterką powieści Majtreji (1933). O istnieniu powieści Devi dowiedziała się od ojca po pięciu latach od wydania, jednak przeczytała ją dopiero w latach 1970.. Wówczas udała się do Chicago, by spotkać się z Eliadem. Zarzuciła mu zafałszowanie historii ich relacji, ponieważ Eliade w powieści nie zmienił tożsamości wszystkich bohaterów, na których się wzorował (z wyjątkiem siebie i swojego nauczyciela, ojca Maitreyi). W odpowiedzi napisała powieść Na Hanyate, za którą została wyróżniona Sahitya Akademi Award w 1976 roku.